# Effectieve stralingsdosis
De effectieve stralingsdosis, afgekort {\displaystyle E}, is een maat voor de dosis aan inwendige en uitwendige straling die een individu ontvangt. Hierbij is een poging gedaan om te corrigeren voor de biologische effecten die verschillende soorten ioniserende straling op verschillende soorten weefsels kunnen hebben. De effectieve dosis is daarom een minder fundamentele grootheid dan de equivalente dosis, die wederom minder fundamenteel is dan de geabsorbeerde dosis. Echter door de verschillende correctiefactoren is de effectieve stralingsdosis, vanuit de bepaling van risico op stochastische effecten gezien, relevanter.
De effectieve stralingsdosis wordt evenals de equivalente dosis uitgedrukt in sievert.

## Berekening
De effectieve stralingsdosis is een dubbel gewogen dosis die kan worden bepaald door de equivalente dosis voor ieder orgaan te vermenigvuldigen met een weefselweegfactor die afhangt van het soort weefsel of orgaan dat is blootgesteld aan de straling.
De waarde van de weefselweegfactor {\displaystyle w_{T}} is gelijk aan 0,08 voor gonaden, 0,12 voor rood beenmerg, borstweefsel, dikke darm, longen en maag, 0,04 voor blaas, lever, slokdarm, schildklier en voor huid, botoppervlak, hersenen en speekselklieren 0,01. Voor de overige weefsels, zoals bijvoorbeeld spier, nier, hart, lymfeklieren, milt en prostaat, wordt de weefselweegfactor van 0,12 met behulp van een rekenkundig gemiddelde toegekend. Deze weefselweegfactoren zijn volgens de wetgeving van de ICRP 103 welke per 6 februari 2018 geldt. 
De totale effectieve dosis {\displaystyle E} voor een individueel persoon wordt verkregen door de resultaten van alle organen en weefsels bij elkaar te tellen:
{\displaystyle E=\sum _{T}w_{T}\cdot H_{T}=\sum _{T}w_{T}\cdot \sum _{R}w_{R}\cdot D_{T,R}\,}
Hierin is 
{\displaystyle w_{T}} = weefselweegfactor voor weefsel {\displaystyle T}
{\displaystyle H_{T}} = equivalente dosis voor weefsel {\displaystyle T}
{\displaystyle w_{R}} = stralingsweegfactor voor straling {\displaystyle R}
{\displaystyle D_{T,R}} = geabsorbeerde dosis {\displaystyle D} door weefsel {\displaystyle R} ten gevolge van straling {\displaystyle T}